# Kocher (řeka)
Kocher je řeka v Bádensku-Württembersku. Jde o pravostranný přítok řeky Neckar. Je dlouhá 169 kilometrů. Řeka vzniká soutokem přítoků Schwarzer (černý) Kocher a Weißer (bílý) Kocher. Průtok pramenů je průměrně mezi 50 a 4000 litry za sekundu. U Schwarzer Kocher je pak průměrný roční průtok 680 l/s a průtok Weißer Kocher pak 400 l/s. Průtok v jiných úsecích toku se pohybuje kolem 8 040 l/s.

## Průběh toku

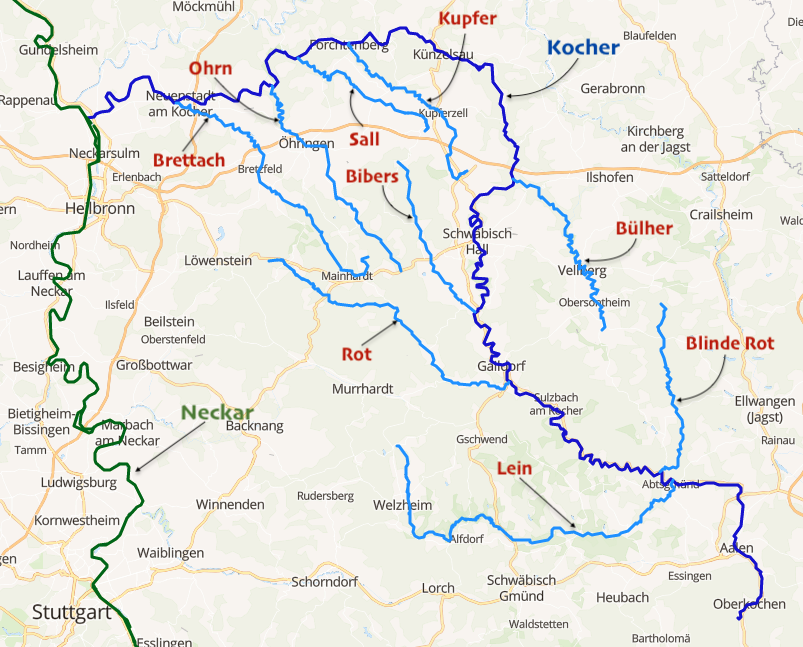
Průběh toku řeky Kocher a hlavní přítoky

### Pramen
Oba dva přítoky řeky Kocher pramení ve Švábské Albě. Jde o dva krasové prameny s průtokem mezi 50 a 4000 l/s (průtok se liší v jednotlivých obdobích roku).

### Schwarzer Kocher
Přítok Schwarzer Kocher pramení ve Švábské Albě, jižně od města Oberkochen. Název této části je odvozen od bahna, které pokrývá dno koryta a dává vodě temnou barvu.

### Weißer Kocher
Přítok Weißer Kocher vzniká soutokem mnoha malých pramenů západně od města Unterkochen. Jméno tohoto toku je pravděpodobně odvozeno od bílé pěny na hladině toku ve skalnatém korytu.

### Hlavní tok
Oba menší přítoky se setkávají nedaleko města Unterkochen. Řeka Kocher se poté stáčí na sever. Protéká městy Aalen, Wasseralfingen a Hüttlingen. Kocher se následně stáčí na západ. Do Kocheru se pak vlévá řeka Lein. Řeka se pak stáčí směrem na severozápad k městu Unterrot, kde se do ní vlévá řeka Rot. Řeka protéká městy Gaildorf a Schwäbisch Hall. Následně se řeka stáčí na západ. Následně protéká městem Neuenstadtu am Kocher, kde se do něj vlévá řeka Brettach.

### Soutok s řekou Neckar
V blízkosti Bad Friedrichshall se Kocher vlévá do Neckaru.

## Etymologie
Název řeky Kocher pochází z keltského slova cochan, které znamená klikatící se (klikatící se řeka).

## Znečištění a kvalita vody[2]
V době po průmyslové revoluci bývala řeka Kocher jednou z nejšpinavějších řek v Německu. Díky důsledné ochraně přírody a pomoci od státu i obcí se však povedlo řeku vyčistit a na počátku 21. století se do ní navrátilo mnoho původních druhů zvířat, které řeku opustily z důvodu znečištění. Díky této snaze se dnes většina řeky dostala do kategorie mírně znečištěná. Tato kategorie je určena podle výskytu některých druhů hmyzu, které slouží jako takzvané bioindikátory.

### Ochrana přírody
V rámci boje proti znečištění vody byly vylepšeny vodárny v obcích Oberkochen, Unterkochen, Aalen, Niederalfingen a Abtsgmünd. Čistírny odpadních vod vylepšily i některé průmyslové podniky v okolí řeky. Zájem o ochranu okolí řeky projevilo také mnoho místních obyvatel, kteří se snaží řeku chránit před znečištěním.

## Fauna a flóra[2]
V řece žije mnoho druhů ryb (úhoř říční, pstruh potoční, cejn velký, jelec tloušť, střevle potoční, pstruh duhový, plotice obecná), které se do řeky vrátily na počátku 21. století (dříve řeku opustily z důvodu znečištění).
Z druhů ptáků a dalších větších živočichů zde nalezneme velkou populaci skorce vodního, který loví vodní hmyz a další živočichy. V okolí řeky žije také několik párů ledňáčků, kteří loví menší ryby, které v řece žijí.

## Využití

### Rekreace

#### Kanoistika
Řeka je hojně využívána především kanoisty. Největší nárůst byl zaznamenán mezi lety 2000 a 2008. Z důvodů zvýšeného zájmu turistů, kteří často nedbali pravidel, byla vydáná následující pravidla:
- Přístup pouze v případě, že hladina vody přesahuje 40 cm, měřeno na rozchodu Kocherstetten v 8 hodin ráno (letní čas) den před nebo v den cesty
- Pokles pod minimální úroveň dvakrát znamená okamžitý zákaz sjíždění řeky.
- Jízda a vjezd (s čluny) do přibližně 400 m dlouhého úseku od jezu Braunsbach po proudu, když je hladina vody nižší než 60 cm, měřeno na vodoměru Kocherstetten.
- Vkládání, přistávání a odpočinek pouze ve vyznačených bodech
- Je-li to možné, jeďte mezi 9:00 a 18:00.
- Jeďte uprostřed řeky; Vyhýbejte se břehovým oblastem a břehům písku a štěrku
- Rychle a klidně projeďte přírodní rezervací ústí Grimmbach
- Žádáme kanoisty, aby se vyhnuli dlouhému pobytu na stěnách, kde žijí ledňáčci.

#### Plavání
Na řece se nachází také jediné říční koupaliště v Německu.

### Doprava
Po řece se nedopravuje mnoho zboží, neboť je řeka příliš úzká a mělká. Řeka však byla používána k dopravě dřeva na topení.